# Bordbombe
En bordbombe er en lille, lovlig bombe der bruges i hjemmet. Bordbomben består af et kraftigt plastikrør med en uaftagelig prop i bunden, og en aftagelig prop i toppen. Der sidder en smule såkaldt flashvat i bunden (maks 1 gram), hvor lunten går ind til. Oven på sprængladningen findes konfetti og andet indhold, f.eks. legetøj eller balloner. Ved antændelse af lunten løfter sprængladningen indholdet op, der forekommer et knald og konfettien spredes.
I Danmark bruges bordbomber typisk nytårsaften, til at skabe stemning.
Hvis bordbomber benyttes korrekt er de ikke farlige.